# Brüheim

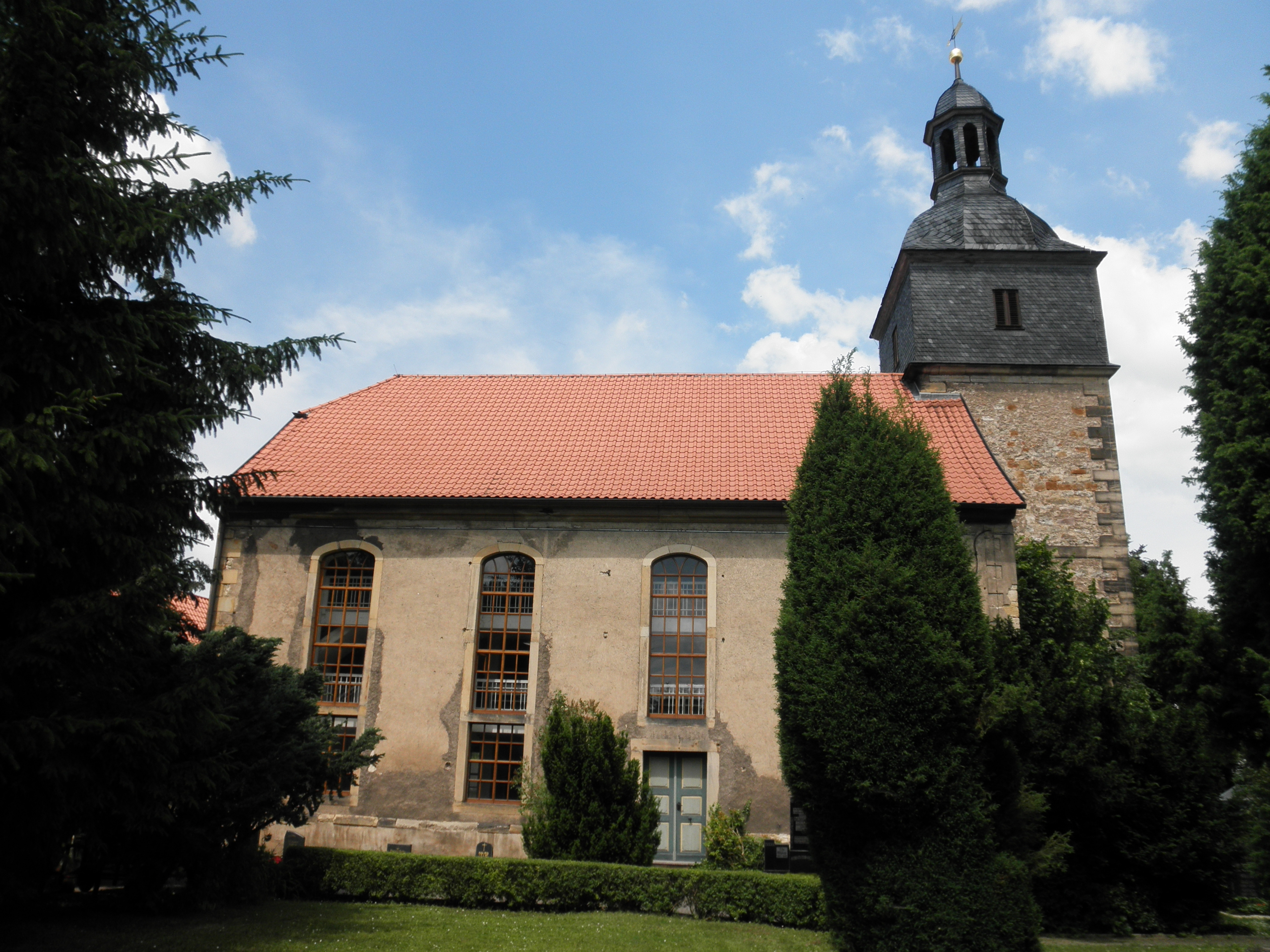
Kirche in Brüheim

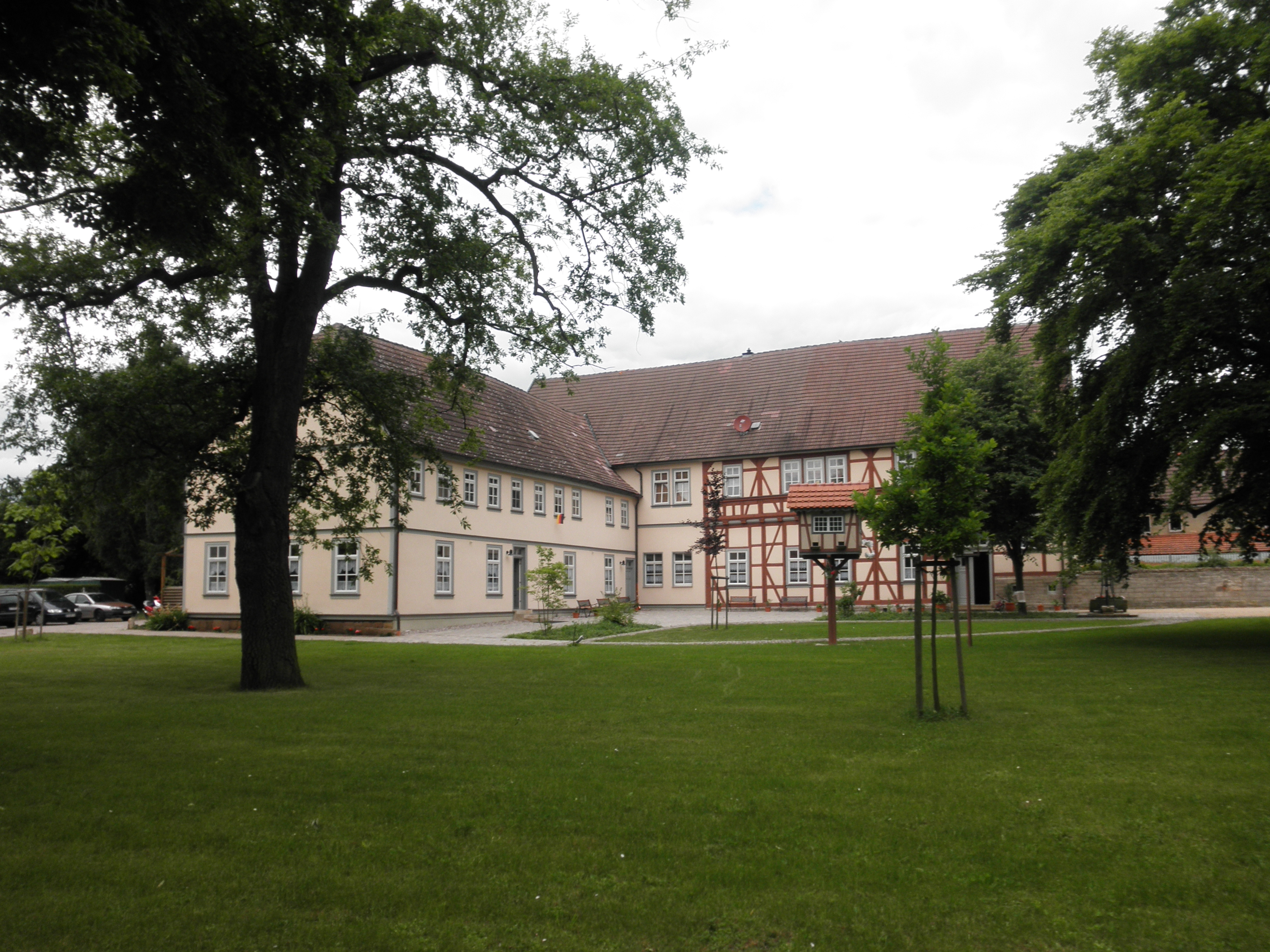
Edelhof in Brüheim

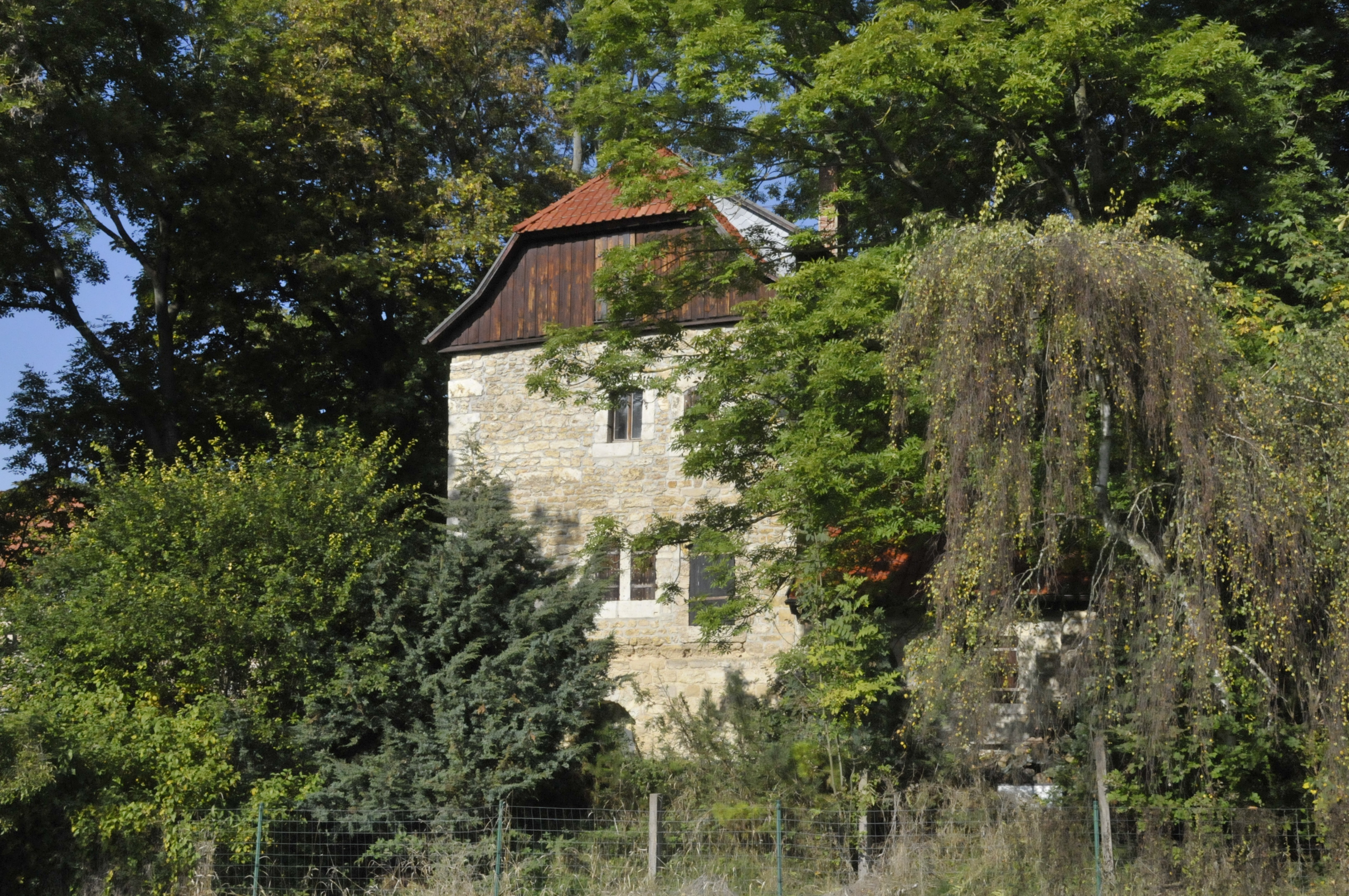
Käseburg

Brüheim ist ein Ortsteil der Landgemeinde Nessetal im nördlichen Landkreis Gotha (Thüringen). Brüheim liegt im Thüringer Kernland, etwa 12 km nordwestlich der Kreisstadt Gotha.

## Geografie
Der landwirtschaftlich geprägte Ortsteil Brüheim liegt im Thüringer Becken nordwestlich von Gotha. Der Nationalpark Hainich befindet sich nordwestlich der Gemarkung von Brüheim. Die Bundesstraßen 84 und 247 sind über die Landesstraße 1030 verkehrsmäßig gut erreichbar. Durch die Gemarkung fließt die Nesse.

## Geschichte
Die Ritter von Brüheim waren im Mittelalter Dienstleute der Landgrafen von Thüringen. Später gab es Herren von Salza, die vom Geschlecht derer von Wangenheim abgelöst wurden. Der Ort lag im Amt Gotha, das seit 1640 zum Herzogtum Sachsen-Gotha, seit 1672 zum Herzogtum Sachsen-Gotha-Altenburg und seit 1826 zum Herzogtum Sachsen-Coburg und Gotha gehörte. Im 18. Jahrhundert hatte Brüheim gute Musikinstrumentebauer. 1890 wurde die Nessetalbahn mit einem Bahnhof Brüheim-Sonneborn in Betrieb genommen. 
1939 hatte Brüheim 773 Einwohner. 1941 gehörten mehreren Mitgliedern der Familie von Wangenheim das 350 ha-Gut in Brüheim, u. a. Freiherr Walrab Karl Konstantin von Wangenheim (1900–1968), der zeitgleich Landrat des Kreises Beuthen-Tarnowitz in Schlesien war.
1947 wurden die Gleise als Reparationsleistung an die UdSSR abgebaut. Später hat man die Strecke über Friedrichswerth nach Kindel zum dortigen sowjetischen Truppenübungsplatz wieder aufgebaut, mit dessen Räumung wurde sie überflüssig. Heute führt über den ehemaligen Bahndamm der „Nessetal-Radweg“.
Nach der Wende wurde der Ort erfolgreich in das Dorferneuerungsprogramm Thüringens einbezogen. Seit dem 1. Januar 1997 gehörte die einst selbständige Gemeinde der Verwaltungsgemeinschaft Mittleres Nessetal an.
Am 1. Januar 2019 wurden die zuvor selbständigen Gemeinden Brüheim, Ballstädt, Bufleben, Friedrichswerth, Goldbach, Haina, Hochheim, Remstädt, Wangenheim, Warza und Westhausen zur Landgemeinde Nessetal zusammengeschlossen. Brüheim war Mitglied der Verwaltungsgemeinschaft Mittleres Nessetal.

## Wappen und Flagge
Blasonierung: „Von Grün und Rot geteilt durch einen schrägrechten Wellenbalken; oben zwei goldene Ähren; unten ein silberner Turm mit schwarzen Fenster und Türöffnungen, dem links ein silbernes Nebengebäude mit je einer schwarzen Tür und Fensteröffnung angelehnt ist.“
Der gewellte Schrägbalken steht für die Lage des Ortes an der Nesse, die zwei Ähren für den vorherrschenden Erwerbszweig, die Landwirtschaft. Die mittelalterliche Burg verweist auf ein das Ortsbild prägendes ehemaliges Rittergutsgebäude, dessen Reste auch als „Käseburg“ in der Region bekannt sind. Die Ritter von Brüheim waren im Mittelalter Dienstleute der Landgrafen von Thüringen.
Die Flagge ist weiß-rot gestreift und trägt mittig das Gemeindewappen.
Der ehemaligen Gemeinde wurden am 30. Juni 2009 das Wappen und die Flagge genehmigt. Der Brüheimer Erhard Neumann hat das Wappen und die Flagge entworfen.

## Wirtschaft und Infrastruktur

### Wasser und Abwasser
Die Wasserver- und Abwasserentsorgung wird durch den Wasser- und Abwasserzweckverband Mittleres Nessetal sichergestellt.

### Breitbandinternet
Die Firma encoLine bietet im Ort VDSL bis 100 MBit/s an, die Telekom erreicht die gleiche (Download-)Geschwindigkeit durch Hybridtechnologie aus LTE- und herkömmlicher Kupferkabelinfrastruktur.

### Verkehr
Brüheim ist an den Nessetal-Radweg angeschlossen und verfügt mit der Landesstraße 1030 eine direkte Verbindung zu den Orten Sonneborn und Friedrichswerth.

## Sehenswürdigkeiten
- Im Dorf befindet sich die teilweise noch erhaltene „Käseburg“, die zu einem Rittergut gehörte. Dieser Rest des „Steinhofs“ ist jetzt in Privatbesitz und wurde kürzlich renoviert.
- Die Gebäude des „Edelhofs“ sind auch saniert und dienen heute als Mehrfamilienhaus. Die Hälfte der Anlage war 1945 durch Brandbomben verloren gegangen. Das Rittergut der Familie von Wangenheim mit 180 ha wurde 1945 entschädigungslos enteignet und später in Verbindung mit Friedrichswerth als Volkseigenes Gut weiter bewirtschaftet.
- Die barocke Chorturm-Dorfkirche St. Vitus (Brüheim) steht neben dem „Edelhof“. Der Kirchturm wurde um 1726 errichtet, das Kirchenschiff im Jahre 1818. Die Kirche birgt ein Taufbecken aus dem 13. Jahrhundert und eine Orgel mit 1620 Pfeifen, 23 Registern und 2 Manualen aus der Werkstatt des Dachwiger Orgelbauers Johann Michael Hesse. Für den ökumenischen Pilgerweg „Via Porta“ von Volkenroda bis Waldsassen ist die Kirche eine Station. Ab Mitte 2017 sollte sie in drei Bauabschnitten saniert werden. Der Altarraum ist bereits saniert. Die Kosten von mehr als 300.000 Euro werden aufgebracht von Brüheimer Bürgern, der Deutschen Stiftung Denkmalschutz und dem Evangelischen Kirchenkreis.[3]
- Auf dem der Kirche benachbarten Friedhof ist ein Gedenkstein an einem Gemeinschaftsgrab für die in den Jahren 1946/1947 Verstorbenen der Quarantäne-Station in Brüheim. In der Südwestecke des Friedhofs befindet sich ein Erbbegräbnis der Familie von Wangenheim für folgende Personen: (Daten lt. Grabkreuzen etc.)

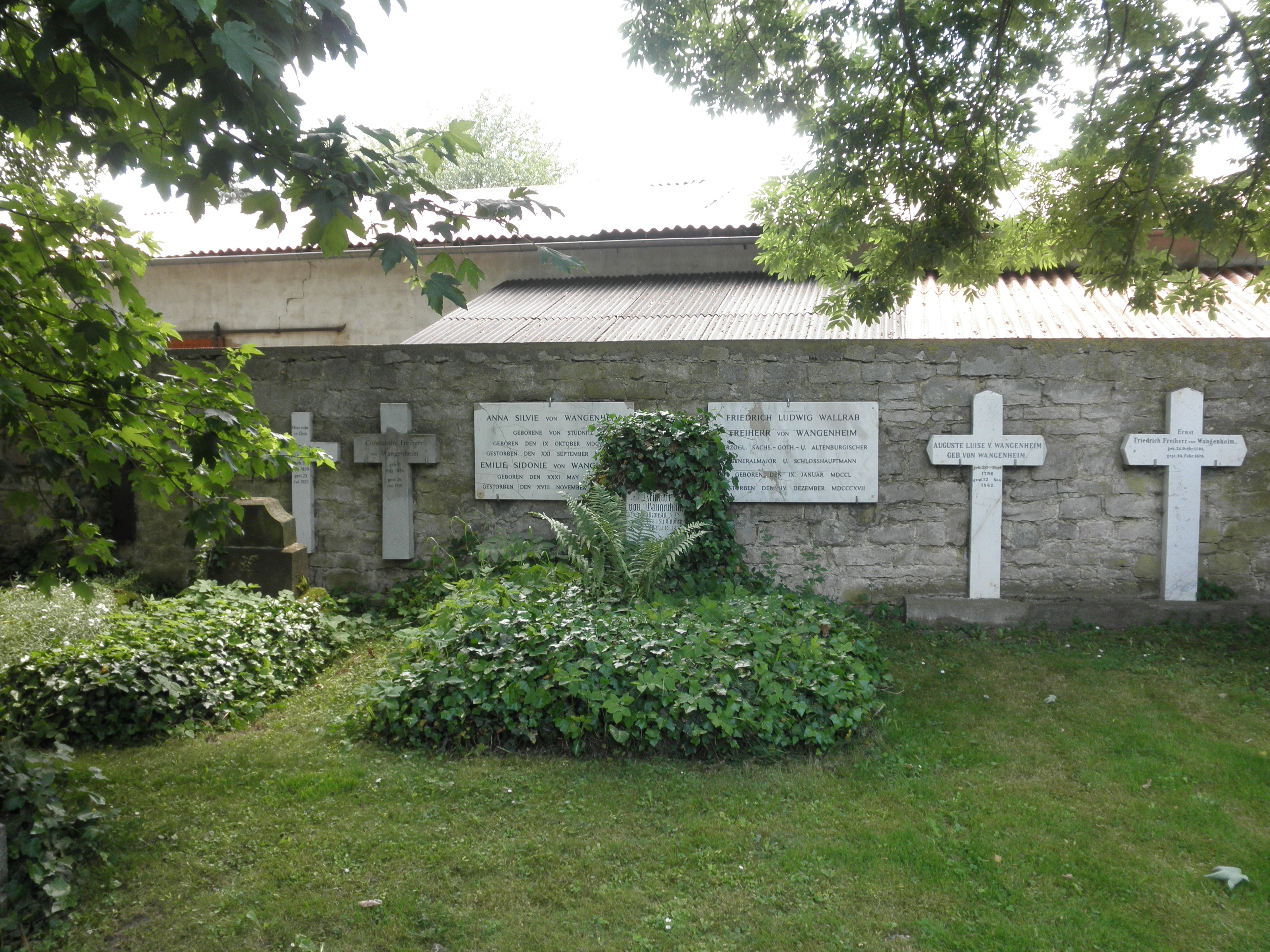
Erbbegräbnis Familie von Wangenheim. Aufnahme 2010.

Friedrich Ludwig Wallrab von Wangenheim (9. Januar 1670–4. Dezember 1817), Herzoglich Sächsisch-Gothaischer und Altenburger Generalmajor und Schlosshauptmann (2 Gedenktafeln)
Auguste Louis von Wangenheim, geb. von Wangenheim, (20. September 1796–12. November 1862) Ehefrau d. Nachgenannten
Ernst Friedrich (Freiherr) von Wangenheim (24. Oktober 1793–25. Februar 1876), Hzgl. sächs.-cob. u. goth. Kammerherr, Ober-Forstmeister
Anna Sylvie von Wangenheim, geb. von Studnitz (9. Oktober 1561 (?) - 21. September ????) (2 Gedenktafeln)
Emilie Sidonie von Wangenheim (31. Mai ???? – 18. November ????) (2 Gedenktafeln)
Ernst von Wangenheim (Lebensdaten unleserlich / Überliefert:  * 26. Januar 1797;  † 19. Juni 1860), Regierungsrat
Reinhardt von Wangenheim (12. Februar 1861–24. Oktober 1922), Generalkonsul
Constantin von Wangenheim (12. August 1884–26. Januar 1892) (2 Gedenktafeln)
Ernst-Friedrich von Wangenheim (24. Oktober 1907–1968), Buchhändler
Margot von Wangenheim (1912–1987), geb. Bergmann, Ehefrau d. Vorgenannten
Sophie von Wangenheim, geb. von Löwenfels, (30. Januar 1836–18. April 1920)
Ernst von Wangenheim (18. Mai 1859 – 23. Juli 1921)
Friedrich von Wangenheim (22. August 1859–7. September 1942), Generalmajor a. D.
Elsbeth von Wangenheim, geb. Freiin von Wangenheim, (27. November 1870–22. Oktober 1960), Ehefrau d. Vorgenannten
- Siehe auch: Liste der Kulturdenkmale in Nessetal

## Persönlichkeiten
- August Heinrich Wenck (1753–1811), Komponist, Harmonikaspieler, Instrumentenbauer und herzoglicher Secretaire
- Georg Christian Keil (1764–1807), Buchhändler und Verleger[6]
- Carl Theodor Göring (1841–1879), Philosoph und Schachmeister